# Martillo
Martillo är en kulle i Antarktis. Den ligger i Sydshetlandsöarna. Argentina, Chile och Storbritannien gör anspråk på området. Toppen på Martillo är 344 meter över havet, eller 27 meter över den omgivande terrängen. Bredden vid basen är 1,8 km.
Terrängen runt Martillo är lite kuperad. Havet är nära Martillo åt nordväst. Trakten är obefolkad. Det finns inga samhällen i närheten.